# Gerben Jelles Nauta

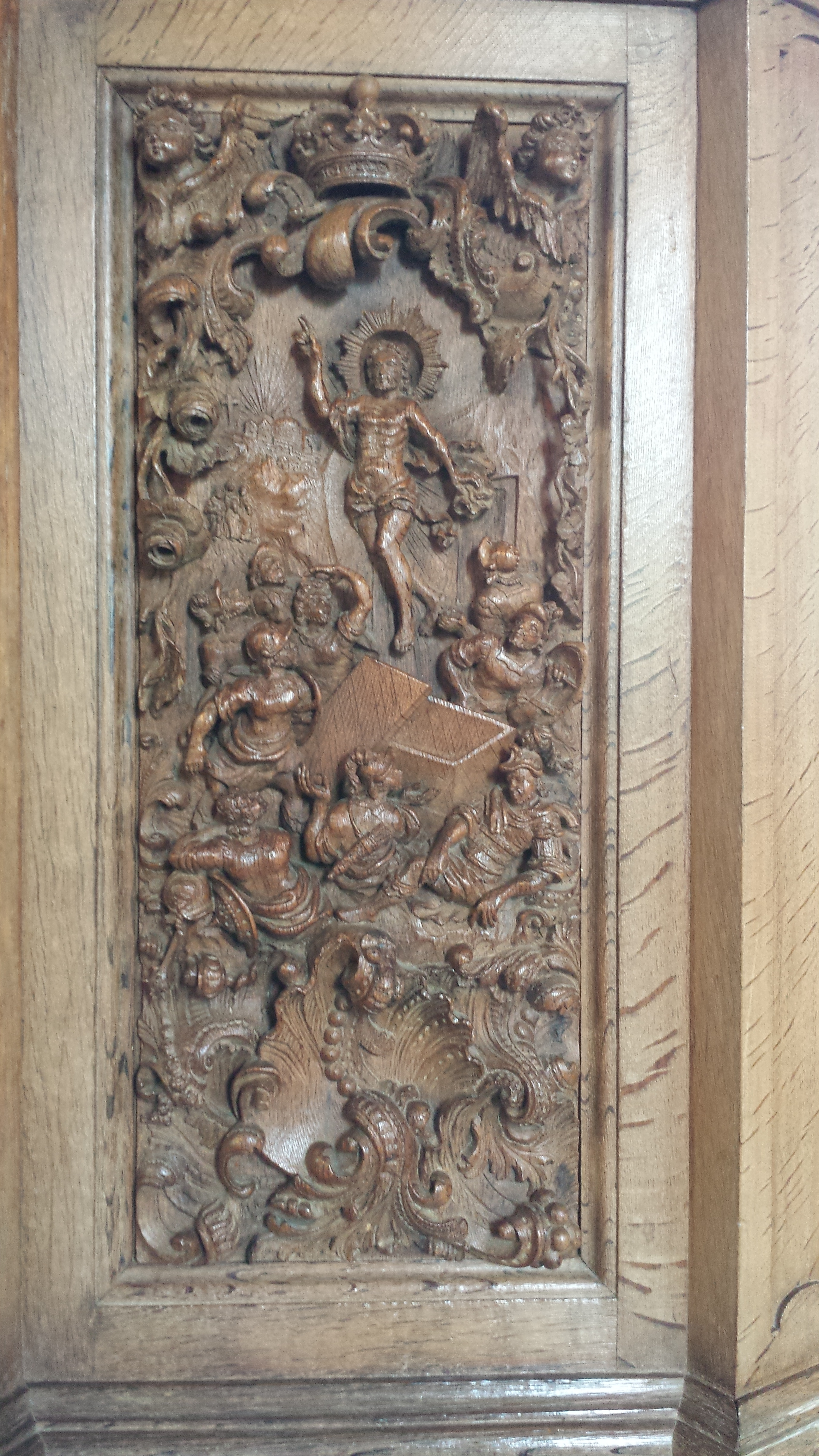
Paneel op de preekstoel van de kerk te Longerhouw, met daarop de opstanding van Jezus afgebeeld.
Gemaakt omstreeks 1757 door Gerben Jelles Nauta.

Gerben Jelles Nauta (Woudsend, 1694 - Sneek, 1757) was een Nederlandse houtsnijder en beeldhouwer.

## Leven en werk
Gerben Jelles Nauta werd in 1694 geboren in het Friese Woudsend. Hij was mr. steen- en beeldhouwer te Sneek en geniet bekendheid door de rijk versierde preekstoel van Lemmer, welke hij in 1744-1745 vervaardigde. Hij trouwde op 49-jarige leeftijd in 1743 te Sneek met Trijntje Clases Oldendorp, dochter van een zeemtouwer aldaar.
In 1757 is hij te Sneek overleden, waarna de eveneens bekende beeldhouwer Jan van Nijs zijn werkplaats overnam.
Uit zijn huwelijk zijn geen kinderen bekend.

### Enkele werken
Ook het in rococo uitgevoerde zandstenen bordes van het stadhuis te Sneek is van zijn hand.
Kort geleden werd bekend dat ook de prachtige panelen van de preekstoel van de Kerk van Longerhouw door hem zijn gemaakt..
In 1752 leverde hij een wapenpaneel voor de preekstoel van Oudega (Súdwest-Fryslân).
- Biografisch Portaal: 80002607
- RKD-Nederlands Instituut voor Kunstgeschiedenis: 415617